# Luis Jesús Fernández de Córdoba y Salabert
Luis Jesús Fernández de Córdoba i Salabert (Madrid 1880 - 1956). XVII Duc de Medinaceli. Cap de la Casa de Medinaceli. Fou Gentilhome Gran d'Espanya amb exercici i servitud del rei Alfons XIII d'Espanya.

## Biografia
Fill pòstum de Luis María Fernández de Córdoba i Pérez de Barradas, XVI duc de Medinaceli, i de Casilda Remigia de Salabert i Arteaga, IX marquesa de la Torrecilla. Alhora era net per via paterna de Luis Tomás Fernández de Córdoba y Ponce de León, XV duc de Medinaceli, i de Ángela Pérez de Barradas y Bernuy, I duquessa de Dénia i Tarifa. I, per via materna, ho era de Narciso de Salbert y Pinedo, VIII marquès de la Torrecilla, i de Maria Josefa de Artega i Silva. Fou batejat l'endemà del seu naixement a la madrilenya església de Sant Lluís Bisbe de Madrid.

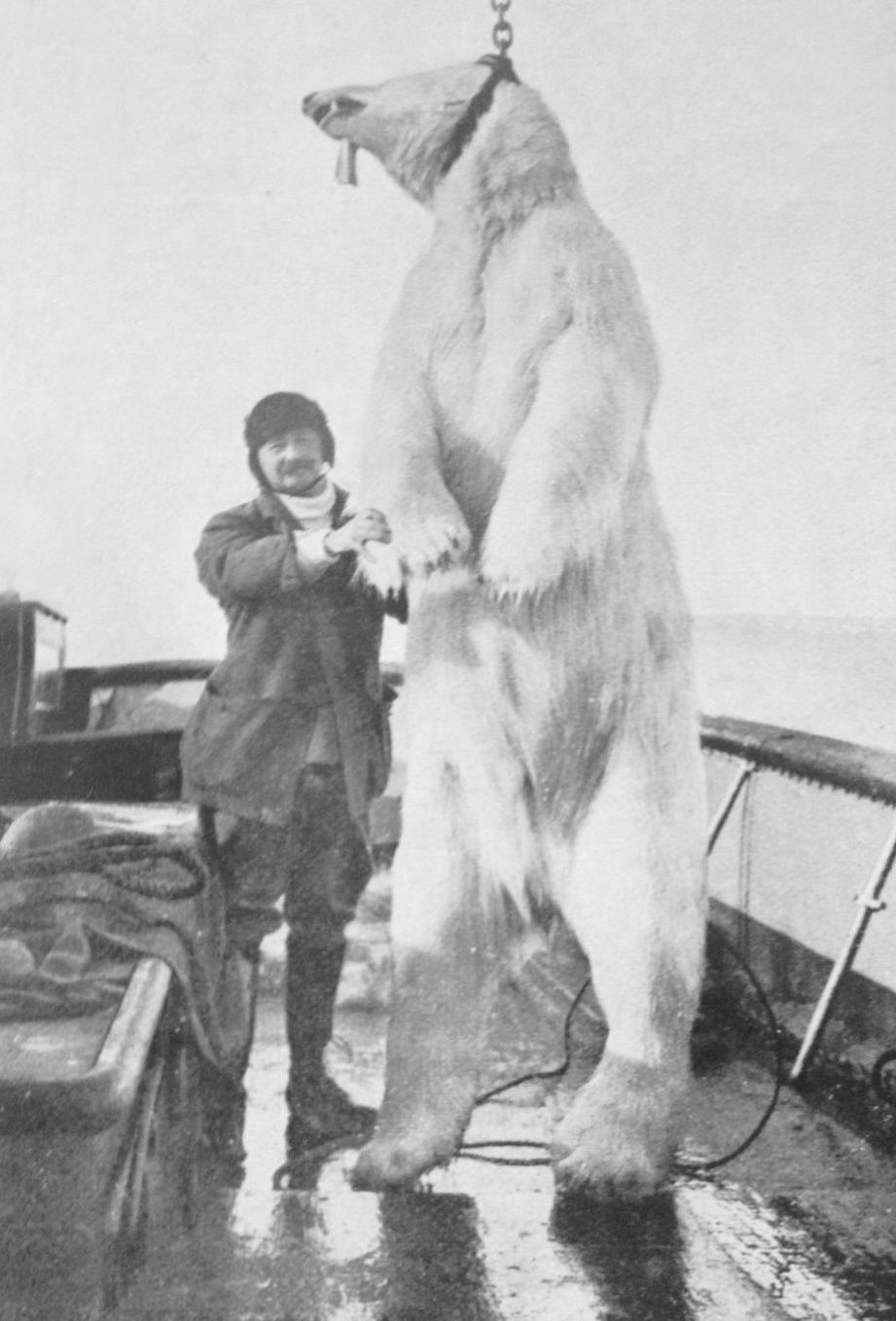
El duc de Medinaceli en la seva expedició al Pol Nord (foto d'ABC)

Hereu de la principal casa aristocràtica espanyola i de la principal fortuna del país. L'any 1932 el govern republicà determinà que el duc de Medinaceli era titular de 74.146 hectàrees, la principal extensió de terres en mans privades.
L'any 1911 es va casar amb Ana María Fernández de Henestrosa y Gayoso de los Cobos, filla de Ignacio Fernández de Henestrosa y Ortiz de Mioña, VIII comte de Moriana del Río, i de Francisca de Borja Gayoso de los Cobos y Sevilla, XV marquesa de Camarasa. La parella tingué dues filles:
- Victòria Eugènia Fernández de Córdoba y Fernández de Henestrosa, XVIII duquessa de Medinaceli (Madrid 1917 - Sevilla 2013. Es casà amb Ignacio de Medina i Villalonga.
- Maria de la Paz Fernández de Córdoba i Fernández de Henestrosa, XVI duquessa de Lerma (Madrid 1919 - Màlaga 1998. Es casà amb José Larios y Fernández de Villavicencio, V marquès de Larios.

El 1927 va ingressar a la Reial Acadèmia de Ciències Exactes, Físiques i Naturals amb el discurs Aves de rapiña en la cetrería. Amb la proclamació de la II República espanyola, els ducs de Medinaceli emprenen el camí de l'exili francès. El duc de Medinaceli acompanyarà el rei Alfons XIII d'Espanya a Cartagena on embarcaran cap a l'exili; i, la duquessa de Medinaceli, les seves filles i la seva sogra abandonaren el país en tren acompanyant a la reina Victòria Eugènia de Battenberg. Pocs mesos després, els ducs es reinstal·laren a Madrid abandonant de nou la ciutat per França amb l'esclat de la Guerra civil espanyola.
En plena guerra, mor, l'any 1938 la duquessa de Medinaceli, i el mes de febrer del mateix any, l'hereva del ducat contrau matrimoni amb un aristòcrata sevillà, Ignacio de Medina i Villalonga, dels marquesos d'Esquivel. Les filles del duc de Medinaceli s'instal·len a Casa de Pilatos, a Sevilla, mentre que el duc, un cop acabada la Guerra, s'instal·là de nou al Palau Ucede de Madrid. És en aquest moment de distanciament físic de les seves filles que el Duc contrau de nou matrimoni. En aquesta ocasió amb María Concepción Rey de Pablo Blanco, una jove cordobesa d'orígens confusos que generarà un fort distanciament entre el Duc i les filles del primer matrimoni. D'aquest matrimoni el Duc tingué una filla:
- Casilda Fernández de Córdoba y Rey, XX duquessa de Cardona (Madrid 1941 - Còrdova 1998). Es casà en primeres núpcies amb Alfonso Castillejo y de Ussía, marquès d'Aldama; i, en segones núpcies amb Antonio Guerrero Burgos.

Els darrers anys de la seva vida, el Duc vengué gran part de les seves propietats agràries, especialment a Andalusia, on era conegut com el rei d'Andalusia, per les seves enormes possessions. Morí l'any 1956 a Madrid i fou enterrat a la Basília de Jesús de Medinaceli, panteó familiar.

## Títols
El duc era hereu d'algunes de les cases de l'aristocràcia espanyola més reeixides: Medinaceli, Alcalá de los Gazules, Aytona, Cardona, Lerma o Sogorb. Per tot plegat, era onze vegades duc, disset vegades marquès, quinze vegades comte i quatre vegades vescomte. Onze dels seus títols el feien Gran d'Espanya i un el feia Adelantat Major d'Andalusia:

## Publicacions

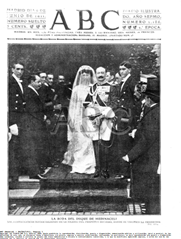
Portada del diari ABC (6 de juny de 1911)